# Ferchensee
Der Ferchensee ist ein kleiner Bergsee im Gemeindegebiet von Mittenwald, Oberbayern, rund drei Kilometer westlich des Ortskerns.
Der See liegt auf 1060 m ü. NN südlich des Hohen Kranzberges. Rund 1500 Meter östlich liegt der Lautersee, von wo man weiter über das Laintal nach Mittenwald kommt. Rund drei Kilometer nordwestlich des Sees liegt das Schloss Elmau. Der Ferchensee wird von kleinen Bergbächen gespeist, von denen allein der Trommelschlägergraben im Südwesten benannt ist. Nach Nordnordwest hin fließt der Ferchenbach ab. Der See erreicht im Sommer Temperaturen von über 20 Grad. Das Wasser ist sehr sauber. Am Ufer gibt es ein Gasthaus und im Sommer einen Kiosk mit Bootsverleih.
Richtung Osten erreicht man über einen Wanderweg oder nahezu parallel dazu über eine Fahrstraße die Ferchenseehöhe auf 1088 m ü. NN in etwas mehr als einen Kilometer den Lautersee.

## Galerie

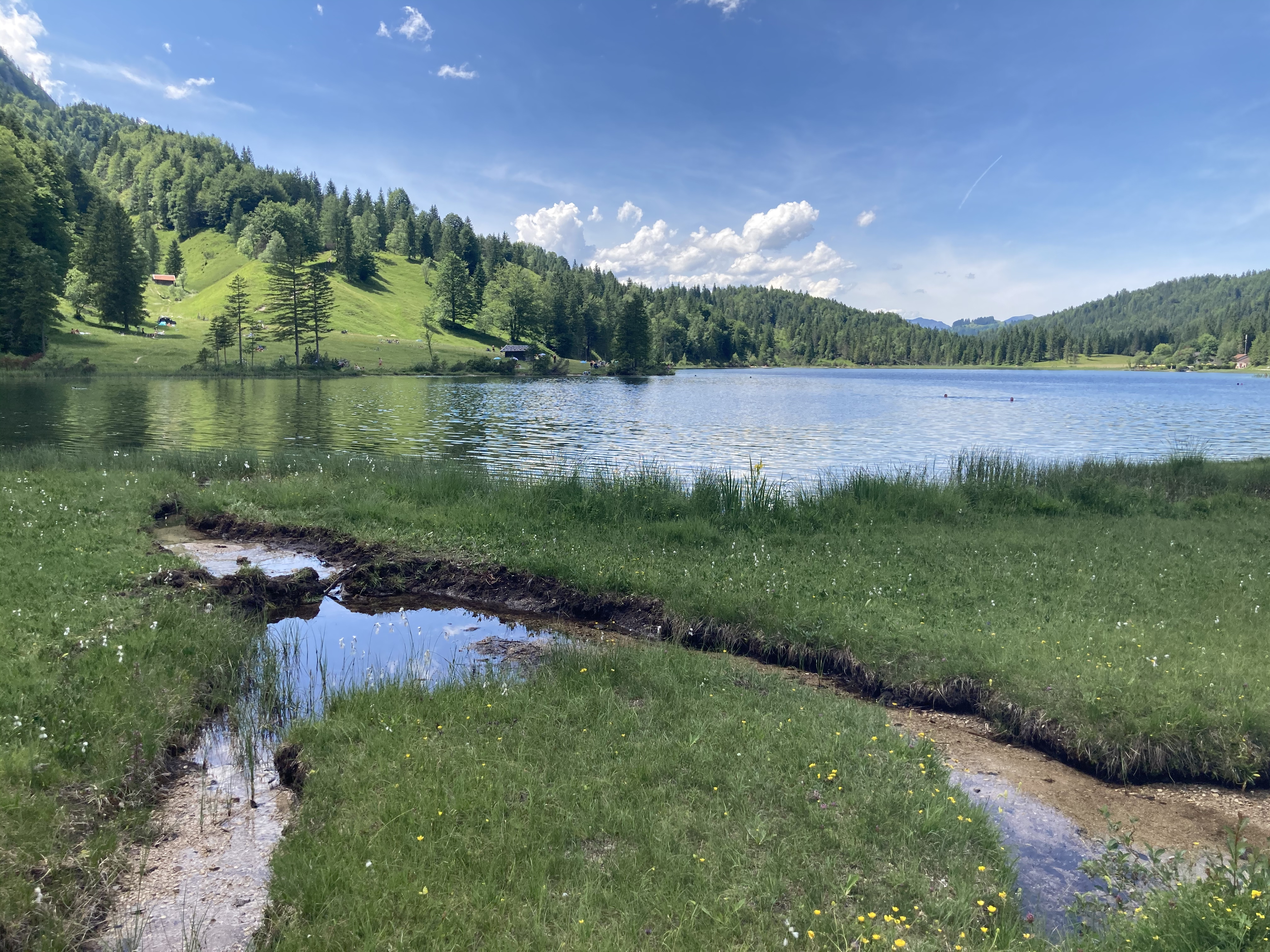
Ferchensee mit Blick vom Südende Richtung Nordwesten (Elmau)
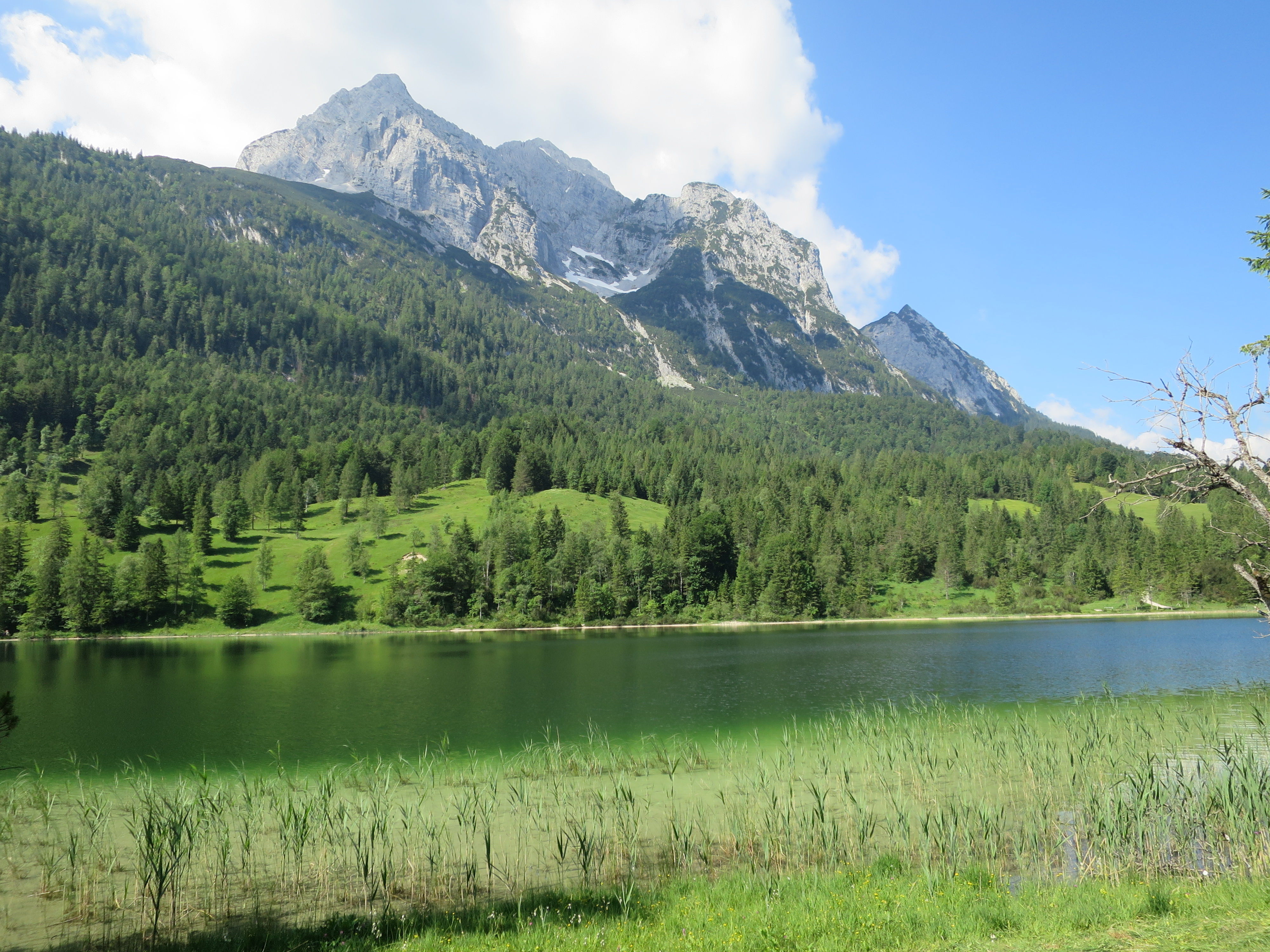
Ferchensee mit Wettersteinwand
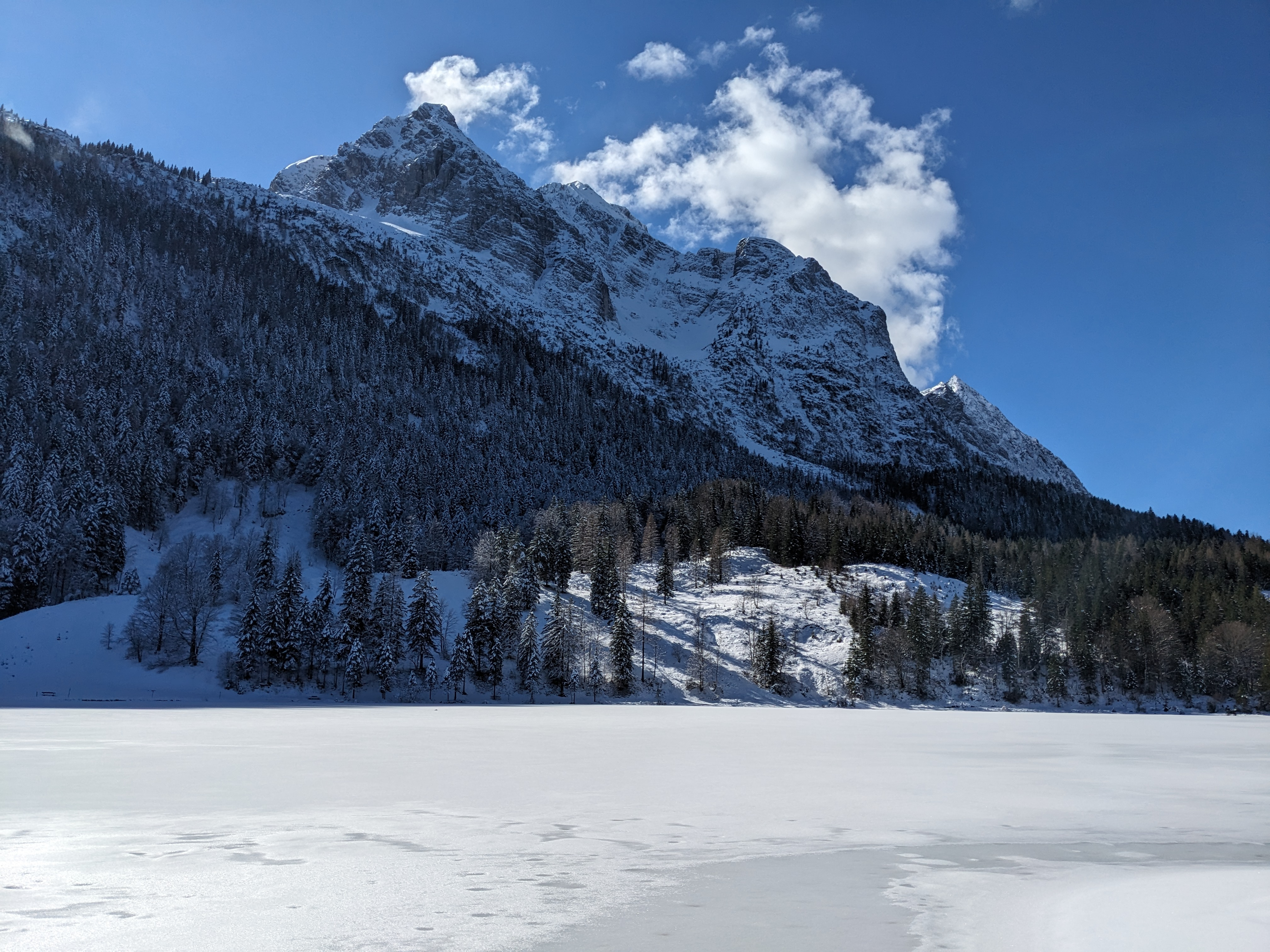
Zugefrorener Ferchensee mit Wettersteingrat